# 綱島龍生
綱島 龍生（つなしま りゅうせい、2000年1月21日 - ）は、新潟県糸魚川市出身の元プロ野球選手（内野手）。右投左打。

## 経歴

### プロ入り前
小学1年時から軟式野球を始め、中学では捕手としてプレーした。
新潟県立糸魚川白嶺高等学校では1年春から「3番・捕手」を任され、夏の県予選では同校の4年ぶりの勝利に貢献した。1年秋に遊撃手に転向した。高校時代は春夏を通じ甲子園出場経験はないものの、巧打で俊足強肩の遊撃手としてプロスカウトから評価されていた。
2017年度プロ野球ドラフト会議で埼玉西武ライオンズより6位で指名を受け、11月15日に仮契約を結んだ。背番号は63。

### 西武時代
2018年は二軍で56試合に出場し、110打席で打率.238であった。
2019年は二軍で68試合に出場し、213打席と前年の倍近く打席に立ったが、打率は.217と前年を下回った。
2020年は新型コロナウイルスの影響で公式戦自体が少なかったが、二軍で44試合に出場し、142打席で打率.261と成績を向上させ、特に前年.283だった長打率が.418と長打力に改善が見られた。
2021年は二軍戦7試合で打率.444と好調であり、外崎修汰が骨折により離脱したことを受け、4月4日に初めて一軍に昇格した。同6日の東北楽天ゴールデンイーグルス戦でプロ初出場を果たしたが、同8日に登録抹消。5月28日に「特例2021」の代替選手として再び一軍に昇格したものの、6月10日に登録抹消となった。同24日にフレッシュオールスターの出場選手に選出されたが、腰椎椎間板症を理由に辞退することが7月13日に発表された。10月25日に戦力外通告を受け、現役を引退した。

### 現役引退後
2023年より西武の「ライオンズアカデミー」のコーチに就任し、小中学生への野球指導を行う。

## プレースタイル
50m6秒、遠投110メートルの肩が特徴。

## 詳細情報

### 年度別打撃成績
| 年 度     | 球 団     | 試 合 | 打 席 | 打 数 | 得 点 | 安 打 | 二 塁 打 | 三 塁 打 | 本 塁 打 | 塁 打 | 打 点 | 盗 塁 | 盗 塁 死 | 犠 打 | 犠 飛 | 四 球 | 敬 遠 | 死 球 | 三 振 | 併 殺 打 | 打 率 | 出 塁 率 | 長 打 率 | O P S |
| --------- | --------- | ----- | ----- | ----- | ----- | ----- | -------- | -------- | -------- | ----- | ----- | ----- | -------- | ----- | ----- | ----- | ----- | ----- | ----- | -------- | ----- | -------- | -------- | ----- |
| 2021      | 西武      | 7     | 3     | 3     | 1     | 0     | 0        | 0        | 0        | 0     | 0     | 0     | 0        | 0     | 0     | 0     | 0     | 0     | 2     | 0        | .000  | .000     | .000     | .000  |
| 通算：1年 | 通算：1年 | 7     | 3     | 3     | 1     | 0     | 0        | 0        | 0        | 0     | 0     | 0     | 0        | 0     | 0     | 0     | 0     | 0     | 2     | 0        | .000  | .000     | .000     | .000  |

### 年度別守備成績
| 年 度 | 球 団 | 二塁  | 二塁  | 二塁  | 二塁  | 二塁  | 二塁     |
| 年 度 | 球 団 | 試 合 | 刺 殺 | 補 殺 | 失 策 | 併 殺 | 守 備 率 |
| ----- | ----- | ----- | ----- | ----- | ----- | ----- | -------- |
| 2021  | 西武  | 3     | 0     | 2     | 0     | 0     | 1.000    |
| 通算  | 通算  | 3     | 0     | 2     | 0     | 0     | 1.000    |

### 記録
初記録
- 初出場：2021年4月6日、対東北楽天ゴールデンイーグルス1回戦（メットライフドーム）、7回表に中村剛也に代わり二塁手で出場
- 初打席：同上、9回裏に西口直人から空振り三振

### 背番号
- 63（2018年[3] - 2021年）